# Satz von Pratt
Der Satz von Pratt ist ein mathematischer Satz der Maßtheorie, der eine Verallgemeinerung des Satzes von der majorisierten Konvergenz ist und einer maßtheoretischen Variante des Einschnürungssatzes entspricht. Anschaulich besagt der Satz, dass wenn eine Funktionenfolge sich fast überall zwischen zwei weiteren Funktionenfolgen befindet und diese konvergieren und ein Vertauschen von Grenzwertbildung und Integration erlauben, auch die eingeklammerte Funktionenfolge ein Vertauschen von Grenzwertbildung und Integration erlaubt. Der Satz wurde 1960 von John W. Pratt bewiesen.

## Aussage
Gegeben sei ein Maßraum {\displaystyle (X,{\mathcal {A}},\mu )} und eine Folge von messbaren Funktionen
{\displaystyle (f_{n}\colon X\to \mathbb {R} )_{n\in \mathbb {N} }}
aus {\displaystyle {\mathcal {L}}^{1}(\mu )}, die lokal nach Maß gegen {\displaystyle f} konvergiert. Außerdem sei die Menge {\displaystyle \{f\neq 0\}} σ-endlich.
Existieren nun {\displaystyle g,h\colon X\to \mathbb {R} ,(g_{n}\colon X\to \mathbb {R} )_{n\in \mathbb {N} },(h_{n}\colon X\to \mathbb {R} )_{n\in \mathbb {N} }} aus {\displaystyle {\mathcal {L}}^{1}(\mu )}, für die gilt:
1. {\displaystyle (g_{n})_{n\in \mathbb {N} }} konvergiert lokal nach Maß gegen {\displaystyle g} und {\displaystyle (h_{n})_{n\in \mathbb {N} }} konvergiert lokal nach Maß gegen {\displaystyle h}.
2. Für alle {\displaystyle n\in \mathbb {N} } gilt {\displaystyle \mu }-fast überall
{\displaystyle g_{n}\leq f_{n}\leq h_{n}}.
3. Es ist
{\displaystyle \lim _{n\to \infty }\int _{X}g_{n}\mathrm {d} \mu =\int _{X}g\mathrm {d} \mu {\text{ und }}\lim _{n\to \infty }\int _{X}h_{n}\mathrm {d} \mu =\int _{X}h\mathrm {d} \mu }.

Dann ist auch {\displaystyle f} aus {\displaystyle {\mathcal {L}}^{1}(\mu )} und es gilt
{\displaystyle \lim _{n\to \infty }\int _{X}f_{n}\mathrm {d} \mu =\int _{X}f\mathrm {d} \mu }.

## Beispiel: majorisierte Konvergenz
Aus dem Satz folgt direkt eine Abwandlung des Satzes von der majorisierten Konvergenz. Ist mit den Voraussetzungen wie oben in der Definition {\displaystyle m} eine integrierbare positive Majorante von {\displaystyle f},
so ist bereits {\displaystyle f} aus {\displaystyle {\mathcal {L}}^{1}(\mu )} und es gilt
{\displaystyle \lim _{n\to \infty }\int _{X}f_{n}\mathrm {d} \mu =\int _{X}f\mathrm {d} \mu }.
Dazu setzt man als Funktionenfolgen
{\displaystyle g_{n}=g=-m{\text{ und }}h_{n}=h=m}.
Aufgrund der Konstanz der Funktionenfolgen ist die Vertauschung von Grenzwert und Integral gegeben und die {\displaystyle g_{n},g,h_{n},h} sind integrierbar, da sie mit der integrierbaren Majorante übereinstimmen. Außerdem konvergieren die Funktionenfolgen auch lokal nach Maß, da sie konstant sind. Es wie beim Satz von der majorisierten Konvergenz {\displaystyle |f_{n}|\leq m} beziehungsweise {\displaystyle g_{n}\leq f_{n}\leq h_{n}} fast überall. Somit sind alle drei Voraussetzungen erfüllt und der Satz von Pratt liefert die Aussage.
Im Unterschied zum Satz von der majorisierten Konvergenz gilt hier aber bereits die Aussage, wenn die {\displaystyle f_{n}} lokal nach Maß gegen {\displaystyle f} konvergieren und nicht wie ursprünglich bei der majorisierten Konvergenz gefordert punktweise fast überall.